# ウィル・スミス
ウィラード・キャロル・スミス・ジュニア（Willard Carroll Smith Jr.、1968年9月25日 - ）は、アメリカ合衆国の俳優、映画プロデューサー、ラッパー。ラッパーとしては「ザ・フレッシュ・プリンス（The Fresh Prince）」を名乗っていた。ジャンルを問わず出演作がメガヒットを放つ、アメリカを代表する「ドル箱俳優」のひとりである。身長188cm。

## 生い立ち
1968年9月25日にペンシルベニア州フィラデルフィアにて、4人兄弟の長男として生まれる。12歳の頃からパーティーでラップを披露し、才能を発揮した。
その後、友人とヒップホップ・グループ、DJ・ジャジー・ジェフ&ザ・フレッシュ・プリンスを結成。

## 来歴

### ラッパー活動
1987年にアルバム『Rock The House』でデビュー。翌年には、シングル「Parents Just Don't Understand」が大ヒット。グラミー賞最優秀パフォーマンス賞を受賞。

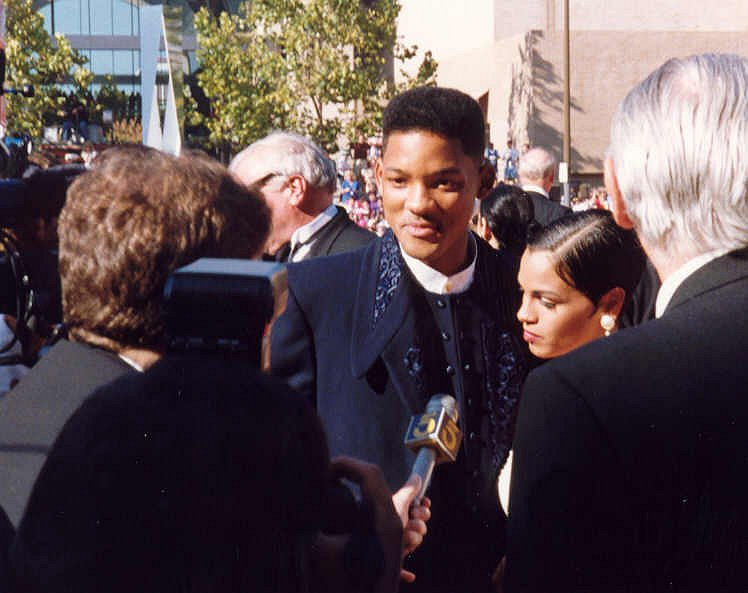
1993年

1997年、自身が主演も務める映画『メン・イン・ブラック』の主題歌である「Men in Black」（英語版）を制作することで、DJジャジー・ジェフ&ザ・フレッシュ・プリンスを再結成しキャリアに復帰。サウンド・トラックは全米1位を記録し、300万枚のセールスを上げた。日本国内で深夜に放送されていた音楽番組『BEAT UK』（フジテレビ）でもUKシングルチャートでNo.1を獲得。また11月にはソロ・アルバムをリリースし、大ヒットした。
1998年と1999年に2年連続のグラミー賞を受賞する。また、映画主題歌「ワイルド・ワイルド・ウエスト」をチャートのトップに送り込んだ。その後、同曲も収録された、2ndソロ・アルバム『willenium』をリリース。2002年にはアルバム『Born To Reign』を、2005年アルバム『Lost And Found』をリリースしいずれもヒットした。

### 俳優活動

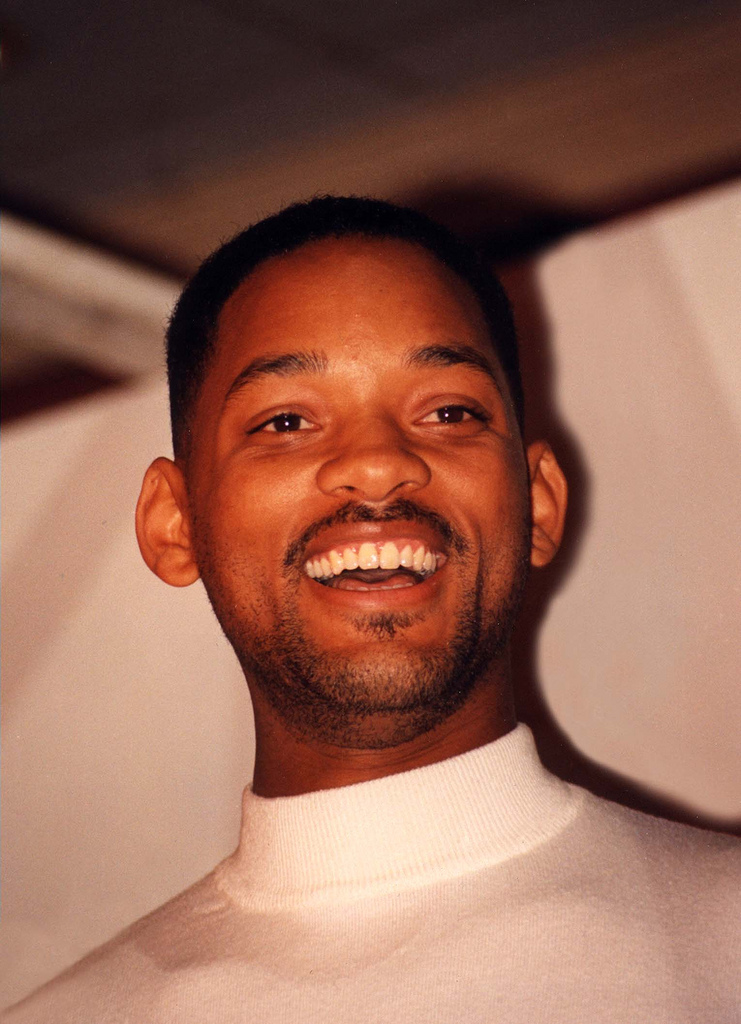
1999年

1990年にテレビ界にも進出、シットコム『ベルエアのフレッシュ・プリンス』で人気を博す。このシリーズは6年間続いた。その後もスミスの勢いは止まらず、1992年に『ハートブレイク・タウン』で映画にもデビューした。その後、主演作である1995年公開の『バッドボーイズ』や1996年公開の『インデペンデンス・デイ』、1997年公開の『メン・イン・ブラック』が立て続けに大ヒットした。
2001年に公開されたアメリカ映画『ALI アリ』では、伝説のプロボクサーであるモハメド・アリ役を演じ、その演技力が高い評価を受け、同作で第74回アカデミー賞主演男優賞にノミネートされた。この作品以降、高い演技力を持つ性格俳優としてシリアスな作品に出演することが多くなった。
その後、2006年に公開されたアメリカ映画『幸せのちから』で息子のジェイデンと親子競演を果たし、その演技が高い評価を受けて、同作で自身2度目となる第79回アカデミー賞主演男優賞にノミネートされ、2021年公開の『ドリームプラン』で第94回アカデミー賞主演男優賞を受賞した。

#### 収入・ドル箱スター

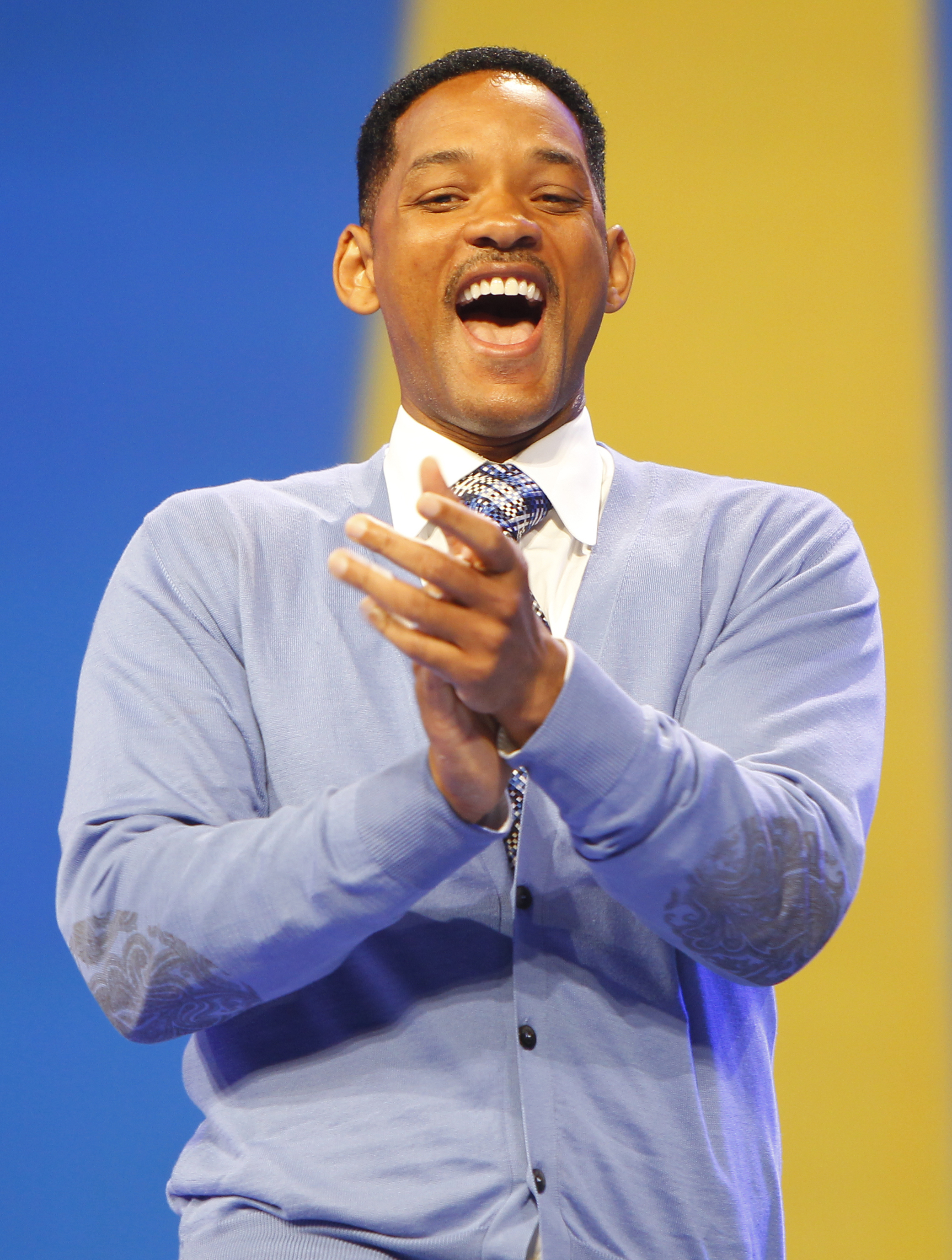
2011年

2001年5月、『メン・イン・ブラック2』に2,000万ドルの出演料と映画の総売り上げの何％かが支払われるという出演契約をした。
2008年7月、経済誌『フォーブス』が「ハリウッドで最も稼いでいる男優」のランキングを発表し、1年間に稼いだ出演料が推定8000万ドル（日本円で約86億円）で1位にランクインした。2009年6月の「最も稼いだ男優」のランキングでは、4,500万ドル（日本円で約44億円）を稼いで3位にランクインし、2011年8月の「最も稼いだハリウッド俳優」のランキングでは、推定3,600万ドル（日本円で約28億8,000万円）を稼いで4位にランクインした。
アメリカの出版社の調べによると、2008年の「最も稼いだ俳優番付」の1位になり、自身の主演作が『メン・イン・ブラック2』から『ハンコック』まで8作連続で全米初登場1位・興行収入1億ドル超えを記録した（『7つの贈り物』は初登場2位だったが、興行収入は依然として1億ドル以上をキープしている）。

### 投資家
2018年、サッカー日本代表の本田圭佑らと共同で「ドリーマーズ・ファンド」を設立。このファンドには野村證券などの企業も出資している。

### アカデミー賞授賞式でのトラブル
2022年のアカデミー賞授賞式で、司会者のクリス・ロックがスミスの妻、ジェイダ・ピンケット・スミスについて容姿に関する冗談を言った後、スミスはクリスを平手打ちをして怒鳴り、米世論から反感を買うことになった。その後、スミスは映画芸術科学アカデミーを辞職し、オスカーを含むすべてのアカデミー行事への出席を10年間禁じられた。

## 私生活

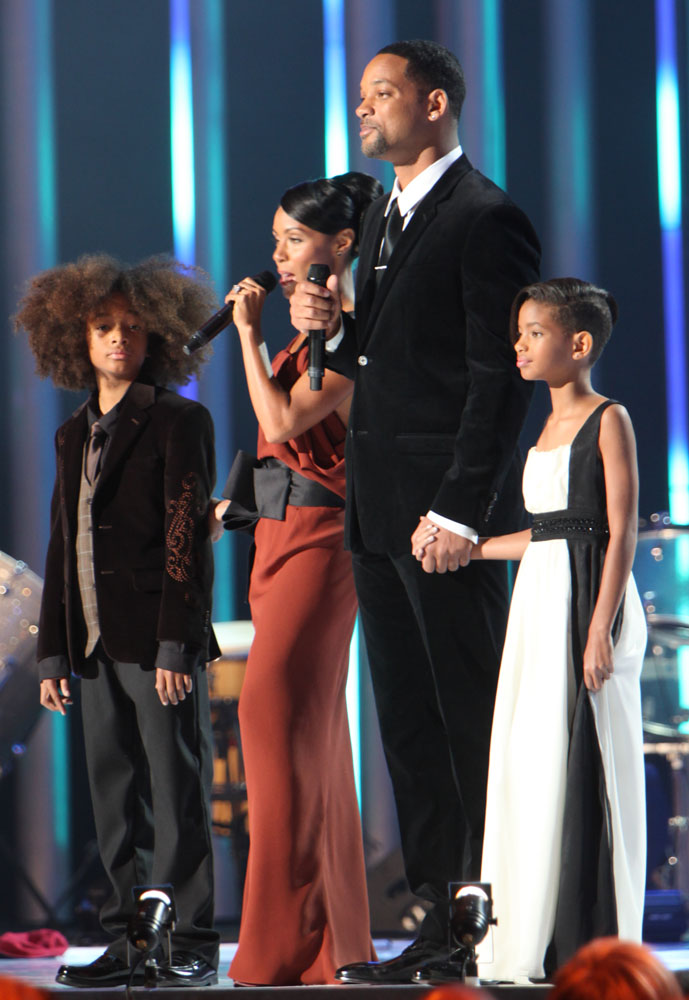
2009年

1992年に結婚したシェリー・スミスとの間に息子のトレイがいるが、1995年に離婚。1997年に女優のジェイダ・ピンケット＝スミスと再婚するが、2021年には結婚後もお互いの自由恋愛は許し合うという「オープン・マリッジ」を尊重するという特殊なカップルであることを公言し知られる。
2006年に公開された映画『幸せのちから』で息子のジェイデンと、2007年に『アイ・アム・レジェンド』で娘のウィローと親子共演を果たしている。
数々の来日経験があり、この際日本語版の吹替声優を務めている山寺宏一と2019年に複数回の対面を果たしており、互いに「ウィル」「コウイチ」と呼び合う仲になるなどの交流が生まれている（詳細は後述）。
トム・クルーズ、ケイティ・ホームズ夫妻と親しくしており、一部メディアからは宗教団体サイエントロジーに入信したと言われていたが、「自分はバプテストの祖母に育てられたから」とこれを否定している。

## フィルモグラフィ

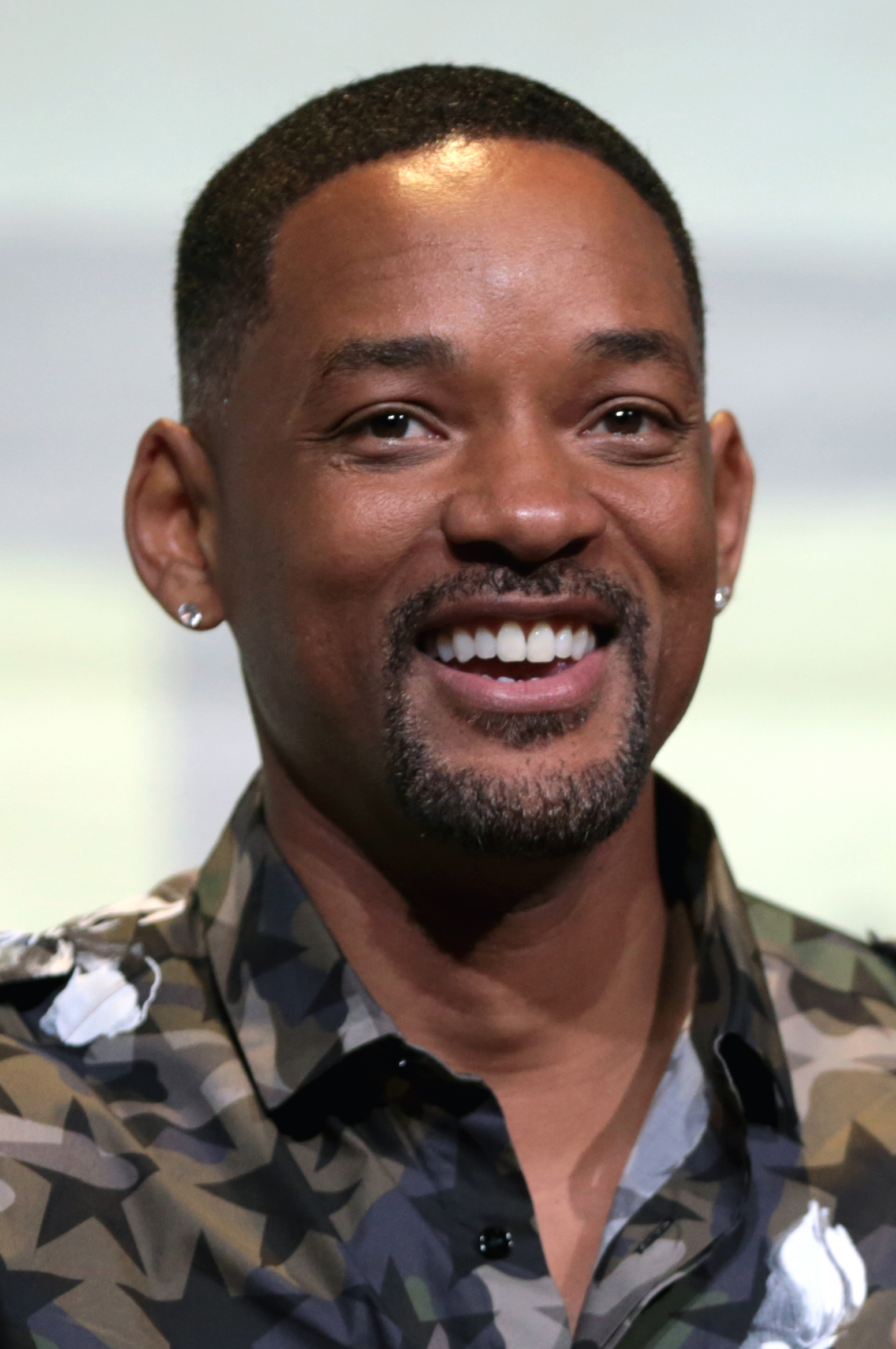
2016年、コミコン・インターナショナルにて

### 映画
| 年   | 題名                                                                                              | 役名                                | 備考                                                                                           | 吹き替え                                        |
| ---- | ------------------------------------------------------------------------------------------------- | ----------------------------------- | ---------------------------------------------------------------------------------------------- | ----------------------------------------------- |
| 1992 | ハートブレイク・タウン Where The Day Takes You                                                    | マニー                              |                                                                                                | 菅原正志（VHS版）                               |
| 1993 | メイド・イン・アメリカ Made In America                                                            | ティーケーキ・ウォルターズ          | 森川智之                                                                                       |                                                 |
| 1993 | 私に近い6人の他人 Six Degrees Of Separation                                                       | ポール                              |                                                                                                |                                                 |
| 1995 | バッドボーイズ Bad Boys                                                                           | マイク・ラーリー                    | 菅原正志（ソフト版） 大塚明夫（フジテレビ版）                                                  |                                                 |
| 1996 | インデペンデンス・デイ Independence Day                                                           | スティーヴン・ヒラー大尉            | 山寺宏一（ソフト版、テレビ朝日版） 森川智之（機内上映版）                                      |                                                 |
| 1997 | メン・イン・ブラック Men In Black                                                                 | J（ジェームズ・エドワーズ）         | 兼主題歌                                                                                       | 江原正士（ソフト版） 東地宏樹（日本テレビ版）   |
| 1998 | エネミー・オブ・アメリカ Enemy Of The State                                                       | ロバート・クレイトン・ディーン      |                                                                                                | 古澤徹（ソフト版） 平田広明（フジテレビ版）     |
| 1999 | ワイルド・ワイルド・ウエスト Wild Wild West                                                       | ジェイムズ・ウエスト                | 森川智之（ソフト版） 東地宏樹（日本テレビ版）                                                  |                                                 |
| 2000 | バガー・ヴァンスの伝説 The Legend of Bagger Vance                                                 | バガー・ヴァンス                    | 小山力也（ソフト版） 不明（機内上映版）                                                        |                                                 |
| 2001 | ALI アリ Ali                                                                                      | モハメド・アリ                      | アカデミー主演男優賞ノミネート ゴールデングローブ賞 主演男優賞 （ドラマ部門）ノミネート        | 小山力也                                        |
| 2002 | メン・イン・ブラック2 Men In Black II                                                             | J（ジェームズ・エドワーズ）         |                                                                                                | 江原正士（劇場公開版） 東地宏樹（テレビ朝日版） |
| 2003 | バッドボーイズ2バッド Bad Boys 2 Bad                                                              | マイク・ラーリー                    | 菅原正志（ソフト版） 東地宏樹（テレビ朝日版）                                                  |                                                 |
| 2004 | アイ,ロボット I, Robot                                                                            | デル・スプーナー刑事                | 兼製作総指揮                                                                                   | 山寺宏一（ソフト版） 東地宏樹（フジテレビ版）   |
| 2004 | シャーク・テイル Shark Tale                                                                       | オスカー                            | 声の出演                                                                                       | 香取慎吾 江原正士（予告編）                     |
| 2004 | 世界で一番パパが好き! Jersey Girl                                                                 | 本人役                              | クレジットなし                                                                                 | 楠大典                                          |
| 2005 | 最後の恋のはじめ方 Hitch                                                                          | アレックス・ヒッチ                  | 兼製作                                                                                         | 東地宏樹                                        |
| 2006 | 幸せのちから The Pursuit of Happyness                                                             | クリス・ガードナー                  | 兼製作 アカデミー主演男優賞ノミネート ゴールデングローブ賞 主演男優賞 （ドラマ部門）ノミネート | 江原正士（ソフト版） 東地宏樹（日本テレビ版）   |
| 2007 | アイ・アム・レジェンド I Am Legend                                                                | ロバート・ネビル                    |                                                                                                | 江原正士（ソフト版） 山寺宏一（テレビ朝日版）   |
| 2008 | ハンコック Hancock                                                                                | ジョン・ハンコック                  | 兼製作                                                                                         | 江原正士                                        |
| 2008 | 7つの贈り物 Seven Pounds                                                                          | ベン・トーマス                      | 兼製作                                                                                         | 山野井仁                                        |
| 2012 | メン・イン・ブラック3 Men in Black III                                                            | J（ジェームズ・エドワーズ）         |                                                                                                | 江原正士                                        |
| 2013 | アフター・アース After Earth                                                                      | サイファ・レイジ                    | 兼製作・原案                                                                                   | 東地宏樹                                        |
| 2013 | 俺たちニュースキャスター 史上最低!?の視聴率バトルinニューヨーク Anchorman 2: The Legend Continues | ESPNリポーター                      |                                                                                                | （吹き替え版なし）                              |
| 2014 | ニューヨーク 冬物語 Winter's Tale                                                                 | 判事（ルシファー）                  | 大塚明夫                                                                                       |                                                 |
| 2015 | フォーカス Focus                                                                                  | ニッキー                            | 楠大典                                                                                         |                                                 |
| 2015 | コンカッション Concussion                                                                         | ベネット・オマル医師                | ゴールデングローブ賞 主演男優賞 （ドラマ部門）ノミネート ハリウッド映画賞主演男優賞受賞        | 平田広明                                        |
| 2016 | スーサイド・スクワッド Suicide Squad                                                              | フロイド・ロートン / デッドショット |                                                                                                | 東地宏樹                                        |
| 2016 | 素晴らしきかな、人生 Collateral Beauty                                                            | ハワード                            | 日本公開は2017年2月                                                                            | 東地宏樹                                        |
| 2017 | ブライト Bright                                                                                   | ダリル・ウォード                    | Netflixオリジナル映画                                                                          | 東地宏樹                                        |
| 2019 | Student of the Year 2                                                                             | 本人役                              | カメオ出演                                                                                     | N/A                                             |
| 2019 | アラジン Aladdin                                                                                  | ジーニー                            |                                                                                                | 山寺宏一                                        |
| 2019 | ジェミニマン Gemini Man                                                                           | ヘンリー・ブローガン ジュニア       | 江原正士（ヘンリー） 山寺宏一（ジュニア）                                                      |                                                 |
| 2019 | スパイ in デンジャー Spies in Disguise                                                            | ランス・スターリング                | 声の出演 日本劇場未公開                                                                        | 鶴岡聡                                          |
| 2020 | バッドボーイズ フォー・ライフ Bad Boys for Life                                                   | マイク・ラーリー                    | 兼製作                                                                                         | 菅原正志                                        |
| 2021 | ドリームプラン King Richard                                                                       | リチャード・ウィリアムズ            | 兼製作 アカデミー主演男優賞受賞                                                                | 東地宏樹                                        |
| 2022 | 自由への道 Emancipation                                                                           | ピーター                            | 兼製作                                                                                         | 東地宏樹                                        |
| 2024 | バッドボーイズ RIDE OR DIE Bad Boys Ride or Die                                                   | マイク・ラーリー                    | 兼製作                                                                                         | 菅原正志                                        |
| TBA  | I Am Legend 2                                                                                     | ロバート・ネビル                    | プリプロダクション                                                                             |                                                 |
| TBA  | Resistor                                                                                          |                                     | プリプロダクション                                                                             |                                                 |

### テレビ
| 年        | 題名                                                             | 役名           | 備考                                              | 吹き替え                                   |
| --------- | ---------------------------------------------------------------- | -------------- | ------------------------------------------------- | ------------------------------------------ |
| 1990-1996 | The Fresh Prince of Bel-Air                                      | ウィル・スミス | 計147話出演                                       | N/A                                        |
| 2018      | 宇宙の奇石 One Strange Rock                                      | ホスト         | 計10話出演（なおNHK版でのタイトルは『奇跡の星』） | 東地宏樹（ナショジオ版） 山寺宏一（NHK版） |
| 2021      | 自由の国アメリカ: 闘いと変革の150年 Amend: The Fight for America | ホスト         | ドキュメンタリーシリーズ                          |                                            |
| 2021      | ウェルカム・トゥ・アース あなたの知らない地球 Welcome to Earth   | ホスト         | ドキュメンタリーシリーズ                          | 東地宏樹                                   |

### ビデオ・ゲーム
| 年   | 題名   | 役名               | 備考                   | 吹き替え |
| ---- | ------ | ------------------ | ---------------------- | -------- |
| 2023 | Undawn | トレイ・ジョーンズ | 公式アンバサダーも兼任 | 山寺宏一 |

### 製作
| 年    | 題名                                                       | 担当       | 備考                 |
| ----- | ---------------------------------------------------------- | ---------- | -------------------- |
| 2002  | ショウタイム Showtime                                      | 製作総指揮 |                      |
| 2004  | 素顔の私を見つめて… Saving Face                            | 製作       |                      |
| 2008  | リリィ、はちみつ色の秘密 The Secret Life of Bees           | 製作       |                      |
| 2008  | 愛人契約 The Human Contract                                | 製作総指揮 |                      |
| 2008  | レイクビュー・テラス 危険な隣人 Lakeview Terrace           | 製作       |                      |
| 2010  | ベスト・キッド The Karate Kid                              | 製作       |                      |
| 2012  | Black & White/ブラック & ホワイト This Means War           | 製作       |                      |
| 2014  | ANNIE/アニー Annie                                         | 製作       |                      |
| 2018- | コブラ会 Cobra Kai                                         | 製作総指揮 |                      |
| 2020  | ライフ・イン・ア・イヤー 〜君と生きた時間〜 Life in a Year | 製作       |                      |
| 2025  | Karate Kid                                                 | 製作       | ポストプロダクション |

## ディスコグラフィ

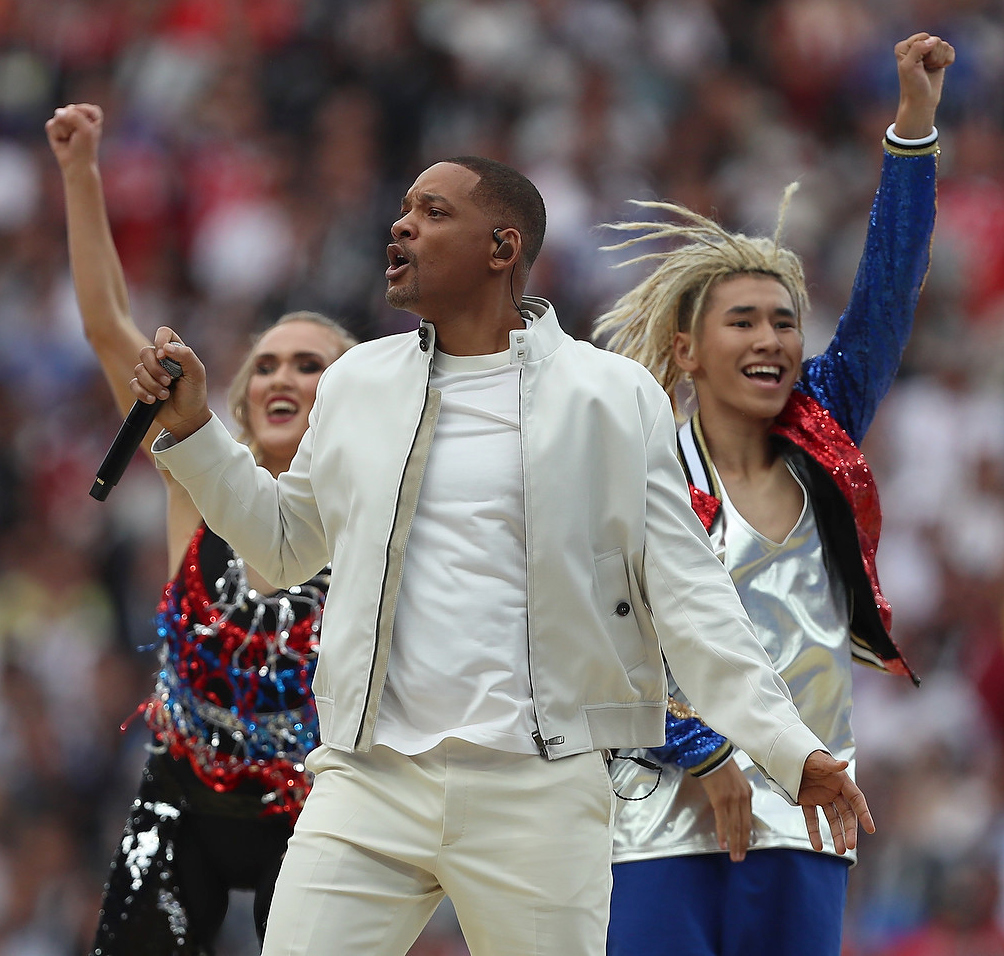
2018 FIFAワールドカップにて

- Summertime - （DJ・ジャジー・ジェフ&ザ・フレッシュ・プリンスとして）
- Boom! Shake the Room - （DJ・ジャジー・ジェフ&ザ・フレッシュ・プリンスとして）
- Miami
- Men in Black
- Wild Wild West
- Lost and Found

など。

## 日本語吹き替え
主に担当しているのは、以下の三人である。
東地宏樹
『メン・イン・ブラック』の日本テレビ版（初回放送、2001年1月12日『金曜ロードショー』）で初担当。ウィルを最も多く吹き替えている。
東地にとっては本格的に声優業に関わり始めたきっかけが本作のウィルの吹き替えであり、オーディションが事務所に来たとき、ウィルのファンだったためにオーディションを受け、合格した。以降は『最後の恋のはじめ方』（劇場公開版）を除いて主にテレビ放送版の吹き替えを担当していたが、テレビの洋画劇場による吹き替え制作がほとんどなくなった2013年の『アフター・アース』以降はソフト版、オンデマンド配信版を含め大半の作品でウィルの吹き替えを担当するようになり、『スーサイド・スクワッド』で担当した際には「ウィルの吹き替えでお馴染みの東地」と評されるほどに定着した。
初担当の際は「ボロ雑巾のようにボロボロになりました」と回想し、同作での自身の演技について納得が行かず苦悩していたものの『ワイルド・ワイルド・ウエスト』（日本テレビ版）では『メン・イン・ブラック』で演じた経験を活かして、比較的すんなり役に入れたという。ウィルを演じる上では「どういう動きをするのかは予測出来ているが、合わせるためには1本1本ちゃんと観ないと出来ないところがある」と未だに苦労することもあるとしつつも、ウィルの魅力については「いわゆるギャップ萌えですよね。あんなにギャーギャー言っていても締めるところは締めるっていう。彼にはそういう皆が共感できるところがあると思うんですよ。あとは役者である前にラッパーですから、リズム感がすごくいい」と分析し、自身が声を当てる際には「僕はあまりリズム感が良くないので、まくし立てるときとかリズムに乗って言うとこうなるのかなって試してみた上でセリフに戻したりしていました」と工夫していたことを明かしている。
現時点では3作目『メン・イン・ブラック3』の吹き替えは担当出来ていないことを残念としつつも「（3作目も）面白いので是非ともご覧ください」としている。
また、2022年のアカデミー賞授賞式でのトラブルの際には「（ウィルは）拳でなくビンタで我慢していた」「（クリスは）ジョークって言うけど、それは空気が悪くなった時に言う常套句」であるとし、クリス・ロックに苦言を呈した上でウィルに同情するコメントを残している。トラブルの直後にはブラッドリー・クーパーがウィルを励ます一幕もあり、東地は本年度のアカデミー賞ノミネート作品（『ドリームプラン』と『ナイトメア・アリー』）における両者の吹替を行っていたことからこの出来事について「個人的に感慨深い」と述べている。
山寺宏一
『インデペンデンス・デイ』（ソフト版、1999年のテレビ朝日版も担当）で初担当。東地の次に多く吹き替えており、来日したウィル・スミス本人から公認を受けたことでも知られる。
「山寺ウィル」と呼称されることがある。元来よりウィルの吹き替え声優として名が通っていた山寺だが、2019年公開の『アラジン』でウィル演ずるジーニーを吹き替えた際には、原作のアニメ版のジーニーを山寺が演じていることで「完璧なキャスティング」「山寺しかいない」というファンの声が殺到するなど大きな反響を起こし、世間における「ウィル・スミスの吹き替えといえば山寺宏一」との認知がより一層高まったとされている。
山寺はウィルを初めて吹き替えるにあたり、役作りをする上で当初、顔写真を見た際には「身体がデカいしマッチョなのにかわいい顔をしているので、もう少し声は高めかな」と思いつつも、その太い地声を聞いてギャップに驚き、マッチョな雰囲気を出すことを心がけたといい、動きや口調からヒップホップやストリート系の「音楽畑の人」という印象を持ち、次世代の役者だと感じたという。また、過去にウィルの顔マネをしていたことから自分の中で勝手な親しみを覚えていたとも話した。
『アラジン』で吹き替えた際には、来日したウィルと初対面し感激したとのこと。対談を行う中、山寺は「自分が吹き替えをしていることをどう思うか？」と質問し、ウィルは「僕はあなたの吹き替えが聞きたいよ」と答え、ウィル本人の要望で生アテレコを披露。本人から「まず誰かが演じ作り上げたものをあなたは違う言語でやらなきゃいけないんだよね。それは本当に難しいことだよ、本当にすごい」と絶賛され、2人はハイタッチした。お墨付きを貰った山寺もまた、「今後も機会があればウィルと同じ作品に携わりたい」と話した。この様子はNTVの「news every.」、「Oha!4 NEWS LIVE」にてそれぞれ6月5日（水）、6月11日（火） に放映。後に「憧れのスーパースターの1人。お会いして、ますますファンになりました。演技もさることながら、その人柄の良さに凄く感動しました」と語った。
一番好きなウィルの出演作には「僕が声を演じさせていただきましたし、ウィル自身もこれまでの集大成だと仰っていたので」と『アラジン』を挙げている。また、直接会ってからは次第にウィルを他人とは思えなくなっていたことを明かしている。
ウィルを吹き替える上で注意しているポイントについて問われた際には「ウィル本人が何を演じたいのか、どう演じてるいるか」をしっかり汲み取るように注意しつつ、ウィルの魅力の一つである太い地声を意識して、彼のイメージや体格に見合う様になるべく普段の自分の声より少し太めの響きのある声に仕立て上げ、あざとくない程度に演じることに気を付けていると話した。ただし、これはどの俳優を演じる時でも一緒で、ウィルだからということで特別には考えているわけではないという。
その後、ウィル本人とも交流が生まれ、『ジェミニマン』のジャパンプレミアカーペットイベントにおいてウィルと再び対面。両者は互いに親友であると認め合っており、「ウィル」「コウイチ」と呼び合う仲となった。ウィルは「僕も（山寺の吹き替えを観て）ああやって演技しておけばよかったと思うことがあるよ」と打ち明け、山寺を喜ばせる一幕もあった。
アニメ映画『劇場版 呪術廻戦 0』で敵キャラクターのミゲルを演じることが発表された際には、キャラクターの容姿やこれまでの山寺の実績なども相まって「実質ウィル・スミス」などとネット上で話題を集めた。
『フォーカス』では予告編のナレーションを担当した。
江原正士
『メン・イン・ブラック』（ソフト版）で初担当。同シリーズをはじめとして上記二名に次いで多く吹き替えており、主に初期の作品を担当。
「江原ウィル」と呼称されることがある。初担当時はラッパー出身で当時俳優としては新人だったため日本ではあまり知られていなかったウィルの「独特なノリとキレのいい若々しいキャラクター」に魅力を感じたという。そこで、映画の設定の新人エージェントである点を意識して「人のいいノリのいい若者」という役作りを行い、表情豊かなスミスの台詞あわせについてかなり努力したと語ると同時に、「若い頃のエディ・マーフィ」をイメージした演技を行なっていたとも明かした。
演じるうえで注意するポイントについて問われた際には「作品によって役のイメージが違うので、その違いをキャラづくりに盛り込めたらいい」と明かし、「彼が演じたいという役を日本語に置き換える作業なので、“何が言いたいのか”を基本としてその映画における、僕の想うウィル・スミス的なニュアンスを盛り込んでいくための、若干の、声や喋りのチューニングをするんですが、各作品のほとんどがオーダーメイドです」とも述べた。
一番好きなウィルの出演作には「それぞれに思い入れがありますが、幅広い世代の方々に肩の力を抜いて楽しんでいただける映画ということで」と前述の『メン・イン・ブラック』を挙げている。また同作でウィルの演じたエージェントJについては「スミス自身の優しさや寛容さといった屈託のない誰にでも愛される人間性を体現した役柄で、この役を演じたことでその後の様々な作品でも単なるアクションスターではなく、優しさ溢れる男、信頼できる人といったウィルのイメージがさらに広がっていったのではないか」と分析している。
『ジェミニマン』公開時のインタビューではウィルについて「作品を経るごとに、じっくりと渋さも加わってきて、僕にとっては今、まさに進化しつつある、これからも挑戦して同化していきたいと思う、大切な素晴らしい役者さんです」とも語った。
同作のジャパンプレミアカーペットイベントにおいてはウィルの公認声優として知られる山寺宏一（2019年の『アラジン』公開時にウィルと複数回対面済み）と共にウィル本人と対面した。
このほかにも、菅原正志（『バッドボーイズ』シリーズほか）、森川智之、小山力也、大塚明夫、楠大典、平田広明なども複数回、声を当てている。